# Albert Betz
Albert Betz, född 25 december 1885 i Schweinfurt, död 16 april 1968 i Göttingen, var en tysk ingenjör och professor som utvecklade grundläggande teorier inom  strömningsmekanik med tillämpning på båtpropellrar, vindkraftverk och flygplan.

## Utbildning och karriär
Betz examinerades 1910 från Technische Hochschule Berlin som skeppsbyggnadsingenjör (Diplomingenieur Schiffbau). Året därpå (1911) tillträdde han en tjänst som forskare vid Aerodynamische Versuchsanstalt (AVA, aerodynamiska laboratoriet) vid Georg-August-Universität Göttingen. 1919 disputerade Betz på en avhandling om Fartygspropellrar med minimal förlust av energi.
1920 publicerade han "Das Maximum der theoretisch möglichen Ausnutzung des Windes durch Windmotoren" ("The Maximum of the Theoretically Possible Exploitation of Wind by Means of a Wind Motor"). Arbetet baserades på tidigare studier av Fredrick Lanchester, som var först med att genomföra en full beskrivning av lyftkraft ("lift") och motståndskraft ("drag") för ving- och rotorprofiler. Betz teorier vidareutvecklades och gjordes mer tillgängliga av Ludwig Prandtl, som ger en tydlig beskrivning av största tänkbara effekt som kan fås från en rotor i ett vindkraftverk, sammanfattat i Betz lag.
Betz publicerade år 1926 boken Wind Energy and its Use by Windmills, som beskriver de teoretiska principerna för vindkraftverk. Samma år utsågs han till professor i Göttingen, där han 1936 efterträdde Ludwig Prandtl som chef för AVA, en position som Betz behöll fram till sin pensionering 1956.
Före och under andra världskriget gjorde Betz många utvecklingsinsatser för Luftwaffe, bland annat den aerodynamiska utformningen av vingarna till Messerschmidt.

## Utmärkelser
- 1958 - Ludwig-Prandtl-Ring från Deutsche Gesellschaft für Luft- und Raumfahrt (Tyska akademin för flyg- och rymdteknik) för "enastående insatser inom det flygtekniska ingenjörsområdet"[10]

- 1965 - Carl Friedrich Gauss-medaille från Braunschweigische Wissenschaftliche Gesellschaft (BWG)[11]

- Gatan Albert-Betz-Straße i Rendsburg cirka 80 km norr om Hamburg är uppkallad efter Albert Betz.